# Stagvändning

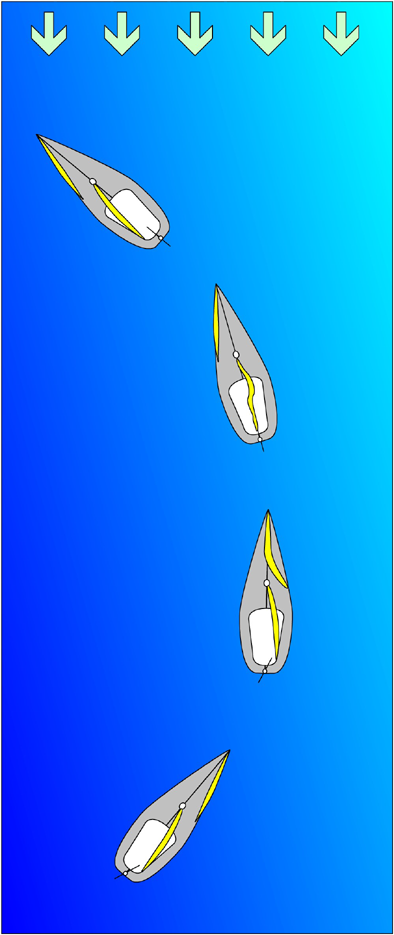
Stagvändning. Att vid vindögat skota back på focken som på bilden kan vara nyttigt om farten inte räcker för en vanlig vändning.

Stagvändning, vändning genom vinden eller slag är den manöver som innebär att en segelbåt vänder mot vinden och på så sätt byter bog. Stagvändningen påbörjas med att man lovar (styr upp mot vinden) tills fören passerat vindögat, för att då falla av (gira från vinden).
På kryss med moderna båtar vänder man nästan alltid genom vinden, varvid slag och vända är synonymt med stagvändning och att stagvända kallas att slå, men med äldre farkoster är det inte ovanligt att i svåra förhållanden vända undan vind också under kryss.

## Vändning av moderna båtar
Moderna båtar stagvänder normalt enbart med rodret, och rätt tidpunkt för lossande av fockskotet och för skotande på den nya halsen betyder snarast att man förlorar så litet fart och höjd som möjligt.
Vid jollesegling (och även på kölbåtar) i lättvind gör många tävlingsseglare så kallade rullslag, detta innebär att båten först lutas mot lä för att sedan med kraft lutas mot lovart och på så sätt skapa mer kraft än vad bara vinden själv kan skapa.
Vindsurfningsbrädor har inget roder, utan stagvänds genom att surfaren lutar masten bakåt. Vid jollesegling lutas ofta båten mot lä vilket gör att den lovar upp och stagvänder utan att rodret behöver användas lika mycket varvid ej rodret bromsar upp.

## Vändning av äldre båtar och fartyg
Med en allmogebåt eller ett råsegelriggat fartyg kan det vara svårt att hålla tillräcklig styrfart från att seglen slutat dra tills man kommit genom vindögat och båten av vinden styrs över på den nya kursen.
Vändningen börjar med att man ser till att alla linor kan löpa fritt och ökar farten genom att hålla något lägre kurs. Därefter vänder man mot vinden (”lova!” eller ”ror i lä!”, det senare avser rorkulten). Mesanseglet kan föras över i lovart som vindroder. Förstagseglens skot släpps lösa för att minska segelytan förut (på moderna båtar först då seglen börjar fladdra). Då fören är i vindögat brassar man om de aktre rårna (”akterhal!”) för de nya halsarna. Man har nu back i alla råsegel, men de är vända så att fören trycks åt ena hållet och aktern åt det andra. I båtar kan man på nytt skota förseglen på den gamla halsen, ”skota back”, så att de på motsvarande sätt trycker fören åt sidan. Om farten tar slut helt så att fartyget börjar backa bör rodret läggas om. När de aktre seglen börjar fyllas brassas också de främre rårna över och seglen skotas för den nya halsen. När man fått tillräcklig styrfart lovar man upp för den nya kursen.
Vid kraftig sjögång eller annars besvärliga förhållanden är det ofta omöjligt att få fartyget upp i vind. Den vanliga lösningen är att i stället vända undan vinden, men om inte heller detta är möjligt, till exempel för att det inte finns tillräcklig utrymme, finns andra möjligheter, till exempel att då fartyget ”vägrar i vändningen” (alltså tappar styrfarten för tidigt) övergå till en drejvändning eller genomföra en grundvändning med hjälp av ankaret. En drejvändning innebär en vändning undan vind som inleds med att man lovar upp som till en stagvändning och därefter brassar om rårna och bärgar aktersegel så att undanvindsvändningen går snabbt och därmed med så liten avdrift som möjligt. I frisk vind och hög sjögång är denna teknik farlig.